# Garcinia kingii
Garcinia kingii är en tvåhjärtbladig växtart som beskrevs av Jean Baptiste Louis Pierre och Vesque. Garcinia kingii ingår i släktet Garcinia och familjen Clusiaceae. Inga underarter finns listade i Catalogue of Life.